# Kommunarka
Speciální objekt Kommunarka (rus. Спецобъект Коммунарка) je bývalé popraviště a hřbitov v blízkosti obce Butovo a kolchozu Kommunarka, 24 km od Kalužské dálnice v Novomoskevském administrativním okruhu Moskvy, jihozápadně od centra města. V letech 1930–1940 patřil tento prostor NKVD a byl místem poprav a pohřbívání obětí stalinských represí. 

## Historie
Na počátku 20. století zde ležela samota Choroševka (rus. Хорошевка). Po Říjnové revoluci majitele ze samoty vysídlili. Na přelomu 20. a 30. let převzal samotu OGPU při SNK SSSR (rus. ОГПУ при СНК СССР, česky „Sjednocená státní politická správa při Radě ministrů SSSR“, což byla nástupnická organizace Čeky a předchůdce KGB) a začalo se s výstavbou chaty Genricha Jagody, který byl v tu dobu předsedou OGPU a později velitelem NKVD. Podle vzpomínek Jagodovy neteře V. Znamenské nebyla chata určena pro potřeby a odpočinek rodiny. Jednalo se o sídlo velitele NKVD, kde probíhaly schůzky s velením NKVD. 
Tehdy získalo místo název Kommunarka, který mu již zůstal. 28. března 1937 byl Genrich Jagoda uvězněn a jeho majetek z chaty vyvezen. Nikolaj Ježov, nástupce Jagody, navrhl převést chatu na NKVD a zřídit zde nové popraviště. 2. září 1937 začaly na Kommunarce probíhat popravy vysoce postavených činitelů na základě výnosu Vojenského kolegia Nejvyššího soudu SSSR. Popravy probíhaly v den vynesení rozsudku. Popravováni zde byli také cizinci. Mezi oběti patřili veřejní činitelé Estonska, Litvy a Lotyšska, vůdci Kominterny z Německa, Rumunska, Francie, Turecka, Bulharska, Finska a Maďarska (např. Béla Kun). V červenci 1941 zde nalezlo smrt 29 představitelů mongolské vlády včetně jejího předsedy, kteří byli v SSSR vězněni od roku 1939. (Roku 2002 jim zde byl zřízen pomník.) 16. října 1941 bylo na Kommunarce zastřeleno několik veřejných činitelů Lotyšska. 
Podle posudku expertní komise Ministerstva bezpečnosti Ruské federace z roku 1993 zde leží od 10 do 11,4 tisíc lidí. Okolo 5 tisíc jmen se podařilo zjistit společnosti Memorial. Místo bylo až do roku 1999 v držení tajných služeb, poté jej však FSB předala ruské pravoslavné církvi. 22. září 2007 zde byl otevřen chrám.

## Seznam Čechů a československých občanů popravených na Kommunarce
| Jméno                                            | Narozen(a)                       | Národnost | Politická strana         | Povolání | Obvinění                                                                   | Datum popravy | Rehabilitace  |
| ------------------------------------------------ | -------------------------------- | --------- | ------------------------ | --- | -------------------------------------------------------------------------- | ------------- | ------------- |
| Vladimír Pillich (Пиллих Владимир Карлович)      | 1903 v Moskvě                    | Čech      | bezpartijní              | Zástupce náčelníka výrobního oddělení 6. hlavní správy Lidového komisariátu obranného průmyslu | členství v kontrarevoluční teroristické organizaci                         | 15.02.1938    | 08.12.1956    |
| Albert Zikmund (Зикмунд Альберт Антонович)       | 1886 ve Jičině                   | Čech      | VKS(b)                   | Náčelník oddělení vysokých škol Všesvazového výboru pro tělovýchovu a sport při Radě lidových komisařů SSSR. V letech 1924 až 1930 působil jako v pořadí druhý rektor Ústavu tělesné výchovy v Moskvě a první vedoucí Katedry teorie, historie a metodiky tělesné výchovy | členství v kontrarevoluční teroristické organizaci                         | 25. 4. 1938   | 7. 7. 1956    |
| František Veselov (Веселов, Франц Иванович)      | 1896 v Praze                     | Čech      | VKS(b)                   | Pomocník vedoucího tiskového oddělení ústředního výboru komunistické strany | členství v kontrarevoluční teroristické organizaci                         | 21. 4. 1938   | prosinec 1956 |
| František Valchař (Валхар, Франц Якубович)       | 1890 v Praze                     | Čech      | VKS(b)                   | Ředitel praktikant v Moskevské městské kanceláři „Gastronom“ | členství v kontrarevoluční diverzní teroristické organizaci                | 20. 6. 1938   | 10. 10. 1956  |
| Gertruda Aroseva (Аросева, Гертруда Рудольфовна) | 1909 v Praze                     | Češka     | bezpartijní              | Učitelka tance. Podle dokumentu ji v době zatčení živil manžel. | špionáž a členství v teroristické organizaci                               | 2. 12. 1937   | 9. 8. 1957    |
| Jindřich Bareš (Бареш, Генрих Иванович)          | 1896 v Sobotce                   | Čech      | bezpartijní              | Velitel osady Bolševo | špionáž                                                                    | 2. 4. 1938    | 1958          |
| Stanislav Semrád (Семрад, Станислав Францевич)   | 1893 v Michajlovce (Volyň)       | Čech      | bezpartijní              | Úředník | špionáž                                                                    | 19. 3. 1938   | prosinec 1956 |
| Konstantin Butner (Бутнер, Константин Павлович)  | 1893 v Brně                      | Čech      | bezpartijní              | Pomocník náčelníka 1. oddělení štábu 9. střeleckého pluku Rudé armády v hodnosti majora | aktivní účast v antisovětské trockistické diverzní teroristické organizaci | 25. 1. 1938   | duben 1957    |
| Abraham Frischer (Фришер, Абрам Адольфович)      | 1901 v Skopanie                  | Žid       | bezpartijní (byl v KSČ)  | Zaměstnanec továrny na výrobu kabelů v Krakově. Pracoval na přípravě technického vybavení první linie Moskevského metra. V době zatčení byl zástupcem náčelníka technického oddělení závodu Moskabel.                                                                     | členství v teroristické organizaci                                         | 16. 1. 1938   | duben 1957    |
| Julian Sýkora (Сикора, Юлиан Николаевич)         | 1908 v Charkově                  | Čech      | bezpartijní              | Inženýr-mechanik v Ústavu průmyslové energetiky v Charkově | členství v teroristické organizaci                                         | 20. 6. 1938   | červen 1991   |
| Mořic Bertig (Бертиг, Маврикий Иосифович)        | 1903 v Chlumci                   | Polák     | bezpartijní              | Vědecký pracovník Lomonosovského ústavu Akademie věd SSSR v Moskvě | členství v kontrarevoluční teroristické organizaci                         | 19. 3. 1938   | 11. 7. 1956   |
| Adolf Schrott (Шрот, Адольф Адольфович)          | 1891 v Olomouci                  | Němec     | VKS(b)                   | Zástupce hlavního inženýru trustu | špionáž                                                                    | 25. 1. 1938   | 2. 12. 1958   |
| Eugen Cserri (Черри, Евгений Николаевич)         | 1893 v Košicích                  | Maďar     | VKS(b) (vyloučen v 1933) | Technický ředitel moskevských Sléváren a strojíren L. Kaganoviče | špionáž a diverze                                                          | 16. 6. 1938   | prosinec 1957 |
| Oskar Hirschmann (Гиршман, Оскар Антонович)      | 1897 ve Vratislavicích nad Nisou | Němec     | bezpartijní              | Hudebník, bez práce. Pracoval jako brusič v místní textilce, pak byl hudebníkem v orchestru na Tušinském letišti, v orchestru ve slévárnách Lazara M. Kaganoviče na stanici Ljublino u Moskvy až do září 1937                                                             | špionáž a diverze                                                          | 24. 1. 1938   | březen 1959   |